# 여자가 눈에 띄는 게 왜 안 돼
여자가 눈에 띄는 게 왜 안 돼(女が目立って なぜイケナイ 온나가메닷테 나제이케나이[*])는 2010년 2월 10일에 발매된 모닝구무스메의 마흔두 번째 싱글이다.

## 개요
- 쿠스미 코하루 졸업 후 첫 싱글.

- TBS 《니우스잔스》 2월 엔딩곡.

- 초회한정반 A, B, C, 통상반으로 발매. 초회한정반 A에는 CD + DVD (Dance Shot Ver.)이 수록되었으며, 초회한정반 B에는 CD + DVD (Close-up Ver.), 초회한정반 C에는 CD + DVD (Make-up Ver.), 통상반까지 전작에 이어 4종류이다. 또한 초회한정반 A, B, C, 통상반에는 이벤트 추첨 시리얼 넘버 카드가 봉입되었다.

- 발매 기념 이벤트는 사상 첫 여성 한정으로 개최되었다.

## 수록곡
1. 女が目立って なぜイケナイ
작사, 작곡 : 층쿠 / 편곡 : 스즈키Daichi히데유키
2. 泣き出すかもしれないよ
작사, 작곡 : 층쿠 / 편곡 : AKIRA
3. 女が目立って なぜイケナイ (Instrumental)

## 참여 뮤지션
※괄호는 트랙 번호
- 스즈키Daichi히데유키 - 프로그래밍, 기타 (1)
- 다카오 도시유키 - 드럼 (1)
- 크러셔 기무라 - 바이올린 (1)
- 가메다 고지 - E기타, A 기타 (1)
- 다카하시 아이 - 코러스 (1, 2)
- 카메이 에리 - 코러스(1)
- AKIRA - 프로그래밍 (2)

## 차트
- 주간최고순위 5위 (오리콘 차트)
- 2010년 2월 월간순위 11위 (오리콘 차트)